# 고기

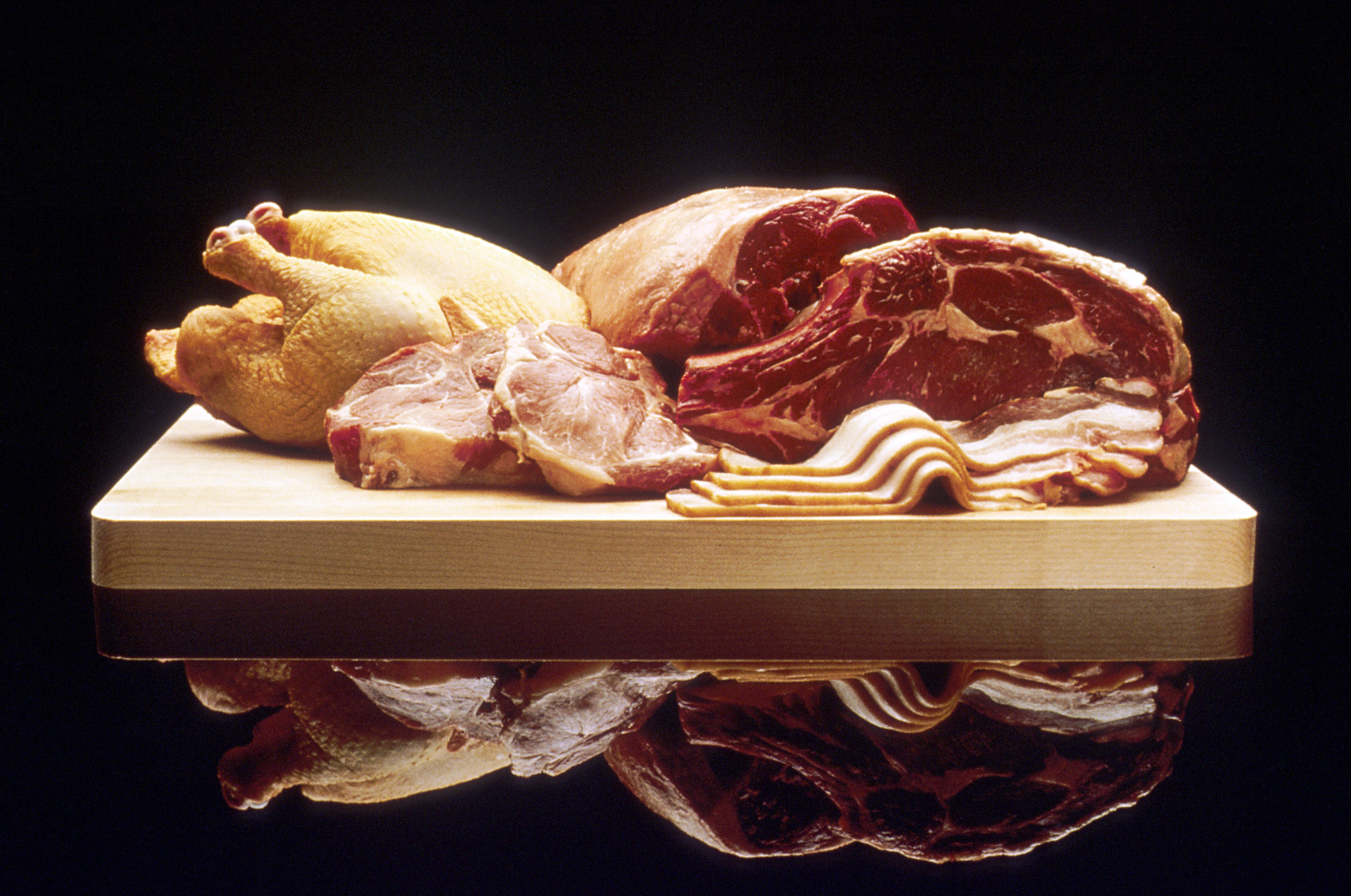
여러 종류의 고기.

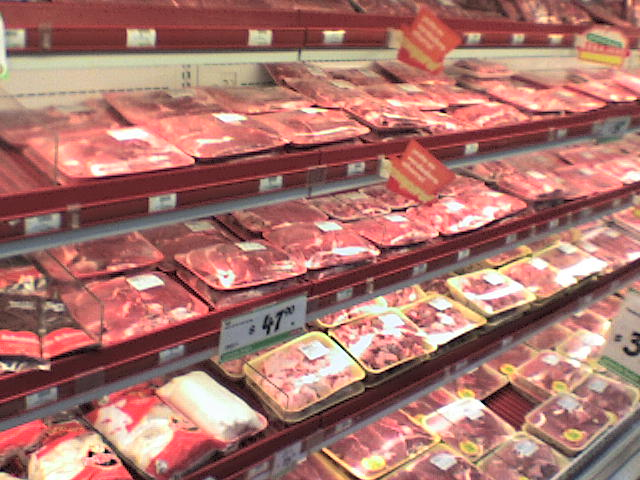
멕시코의 한 슈퍼마켓에서 고기를 팔고 있다.

고기는 음식으로 섭취하는 동물의 살점, 특히 인간이 먹는 동물의 살(주로 근육조직에 해당)을 이르는 말이다. 육류(肉類), 식육(食肉)이라고도 한다. 인류는 선사 시대부터 고기를 위해 동물을 사냥하고 죽여왔다. 문명의 출현을 통해 닭, 양, 토끼, 돼지 등의 동물의 가축화가 가능하게 되었다. 이로써 도축장의 도움을 통해 산업적인 규모로 고기의 대량 생산이 가능하게 되었다.
고기는 주로 물, 단백질, 지방으로 구성된다. 또한 고기는 날것으로 먹을 수 있으나 일반적으로 다양한 방법으로 조리, 양념, 가공된 이후 먹는다. 가공되지 않은 고기는 세균과 균의 분해와 감염의 결과로 인해 수시간에서 수일 내에 썩게 된다.
대량 생산과 소비가 인간의 건강과 환경에 위험을 노출시킨다고 하더라도 고기는 경제, 문화적으로 중요하다. 수많은 종교는 먹을 수 있는 고기와 먹을 수 없는 고기에 관한 규례가 있다. 채식주의자들은 고기 섭취를 삼갈 수 있는데 이는 고기 섭취에 대한 윤리, 대량 생산이 환경에 미치는 영향, 소비의 영양적 영향에 관한 문제 때문이다.
콩을 원료로 씹히는 감촉이 고기와 유사하게 가공한 콩고기와 같은 가공제조품에도 ‘고기’라는 말이 쓰인다. 또한 순살만으로 된 고기를 살코기라 한다.

## 인류와 고기
인류가 수렵생활을 시작했을 때부터 고기를 먹기 시작했으며, 본격적으로 그 양이 늘어난 것은 인류가 불을 사용하기 시작한 때부터이다. (초기 인류의 불의 이용 문서 참고) 불에 고기를 익히면, 3중 콜라겐 구조가 풀리게 되어 씹고 소화하기가 쉬워진다.
하지만 그럼에도 불구하고 일부 고기는 불에 익히지 않고 먹기도 하며, 불에 익히지 않은 채로 먹을 수 있는 고기를 육회라고 하는데 남한에서는 쇠고기를, 북한에서는 토끼고기를 회로 먹기도 한다.

## 건강

### 조리
고기는 특정한 질병을 옮길 수 있지만 완전히 요리하거나 재오염을 회피하면 이러한 가능성을 줄일 수 있다.

## 소비량
| 동물                | 죽인 동물 수   |
| ------------------- | -------------- |
| 닭                  | 61,171,973,510 |
| 오리                | 2,887,594,480  |
| 돼지                | 1,451,856,889  |
| 토끼                | 1,171,578,000  |
| 거위                | 687,147,000    |
| 칠면조              | 618,086,890    |
| 양                  | 536,742,256    |
| 염소                | 438,320,370    |
| 소                  | 298,799,160    |
| 설치류              | 70,371,000     |
| 비둘기 및 기타 조류 | 59,656,000     |
| 버펄로              | 25,798,819     |
| 말                  | 4,863,367      |
| 당나귀와 노새       | 3,478,300      |
| 낙타와 기타 낙타류  | 3,298,266      |

## 영양 분포
| 대상              | 열량    | 단백질     | 탄수화물 | 지방     |
| ----------------- | ------- | ---------- | -------- | -------- |
| 생선              | 110–140 | 20–25 그램 | 0 그램   | 1–5 그램 |
| 닭 가슴살         | 110     | 23 그램    | 0 그램   | 2 그램   |
| 양고기            | 250     | 30 그램    | 0 그램   | 14 그램  |
| 스테이크 (소고기) | 275     | 30 그램    | 0 그램   | 18 그램  |
| T 뼈 고기         | 450     | 25 그램    | 0 그램   | 35 그램  |

### 영양학적 성분

#### 일반 육고기와 콩, 밀가루의 100g당 성분[7]
| 식품명         | 수분(%) | 에너지(Kcal) | 단백질(g) | 지질(g) |
| -------------- | ------- | ------------ | --------- | ------- |
| 소고기         | 71      | 150          | 21.2      | 6.6     |
| 닭고기(가슴살) | 74      | 109          | 13.1      | 1.2     |
| 콩             | 9.7     | 400          | 36.2      | 17.8    |
| 밀가루         | 8.4     | 366          | 8.5       | 6.8     |

## 대체육

### 식물성고기 재료
| 제품명          | 주원료     | 특성                                                               | 용도                                               |
| --------------- | ---------- | ------------------------------------------------------------------ | -------------------------------------------------- |
| 대두분리단백질  | 대도       | 단백질 함량 85%이상, 아이소플라본 함유, 고단백질공급원             | 소시지, 치킨 가슴살 및 너겟, 식물성 슬라이스 햄 등 |
| 조직화 대두단백 | 대두       | 탈지대두 사용, 압출기로 다양한 모양으로 성형                       | 베지버거, 미트, 소시지, 치킨너겟 햄볼 등           |
| 밀 글루텐       | 밀         | 생글루텐(활성글루텐), 분말글루텐, 결착력이 강하여 쫄깃한 식감을 냄 | 밀고기, 베지버거, 미트 등에 섞어서 사용            |
| 완두단백질      | 완두콩     | 단백질 25%                                                         | 대중화되어있지 않음                                |
| 퀀(Quorn)       | 버섯(균류) | Mycoprotein, 주로 영국에서 제조됨                                  | 버거류, 소시지, 그릴 등                            |

### 콩고기
콩고기의 원료로는 대두 자체, 대두 분말(콩가루), 대두단백과 탈지대두 등으로 만든 조직화 대두단백(TVP,texturized vegetable protein) 등이 있다. 주로 사용되는 농축대두단백(CSP: Concentrated Soy Protein), 대두분리단백(ISP: Isolated Soy Protein)은 대두의 단백질을 분리, 추출한 것으로, 콩고기의 원료로 쓰일 뿐 아니라 효소에 의하여 단백질을 변성시킨 후 혹은 분리대두단백 그대로 과자, 빵, 소시지 등에 첨가하여 단백질 강화원료로도 많이 쓰인다.(렌틸 콩,강낭 콩,검은 콩)

### 밀고기
밀가루 반죽을 찬물에 넣고 계속 주무르면 전분질은 물에 용해되어 빠져나가 글루텐만 남게 되는데, 이것을 뭉쳐 밀고기를 만들 수 있다. 글루텐은 밀, 보리 등에 함유되어 있는 불용성 단백질로 몇 가지 단백질이 혼합되어 조성된다. 점성과 탄성이 있어 다른 대체육보다 씹는 감이 좋으며 조직감이 강하다.

## 같이 보기
- 물고기
- 뼈 없는 고기